# Аріберт Гайм
Аріберт Фердинанд Гайм (нім. Aribert Ferdinand Heim; 28 червня 1914, Бад-Радкерсбург — 10 серпня 1992, Єгипет) — австрійський і німецький лікар, гауптштурмфюрер СС, військовий злочинець, відомий під прізвиськом «Лікар Смерть».

## Біографія
Гайм народився в Австро-Угорщині в сім'ї поліцейського і домогосподарки. Він вивчав медицину і займався лікарською практикою у Відні до 1940 року, коли вступив добровольцем у війська СС.
Прізвисько «Лікар Смерть» Гайм отримав під час Другої світової війни за свою діяльність в концентраційному таборі Маутгаузен, розташованому на території сучасної Австрії. У Маутгаузені він служив з жовтня 1941 по лютий 1942 року. Гайм несе відповідальність за тортури і вбивства сотень в'язнів в таборі смерті, де проводив медичні експерименти на ув'язнених. В основному його жертвами були жінки, які й дали йому це прізвисько.
Серед дослідів — проведення операцій без наркозу, щоб встановити, наскільки сильний біль відчуває пацієнт, а також введення своїм жертвам ін'єкції бензину, води або отрути прямо в серце. Мета цих експериментів — визначити, як скоро настає смерть від тієї або іншої дії.
Основним доказом злочинів Гайма є його власні записи: всі проведені операції Гайм скрупульозно описував.
У 1945 році американські військові заарештували «Доктора Смерть», проте в 1947 році він був відпущений і аж до 1962 року вів медичну практику в Західній Німеччині — працював в Мангаймі, а потім гінекологом в німецькому курортному місті Баден-Баден. Коли стало відомо, що він має постати перед німецьким судом за звинуваченням в скоєні військових злочинів, Аріберт Гайм безслідно зник з міста, а поліцейські знайшли лише його порожню віллу.
У липні 2008 року представники Центру Симона Візенталя заявили, що з двох надійних джерел були отримані дані, що Гайм, якого повинно бути на сьогоднішній момент 94 роки, ховається на півдні Чилі, в Патагонії. Одним із доказів цієї версії є те, що дочка Гайма живе в Патагонії.
4 лютого 2009 німецький телеканал ZDF TV заявив, що має в своєму розпорядженні незаперечні дані, що «Доктор Смерть» помер в Єгипті від раку прямої кишки в 1992 році. Гайм прийняв іслам і змінив ім'я на Тарік Фарід Хусейн. Гайм прожив в Каїрі близько 30 років. Журналісти виявили готель, в якому жив Гайм, а також безліч документів, включаючи копію єгипетського паспорта, банківські папери, медичні карти і свідоцтво про смерть.
Син Аріберта Рудігер Гайм підтвердив, що австрієць Аріберт Гайм і єгиптянин Тарік Фарід Хусейн — це одна людина.
22 вересня 2012 року влада Німеччини офіційно оголосили про припинення міжнародного розшуку Гайма. За рішенням суду Баден-Бадена, докази, що свідчать про його смерть, визнані достовірними, в зв'язку з чим кримінальну справу нацистського злочинця було закрито.